# Barycnemis angustipennis
Barycnemis angustipennis là một loài tò vò trong họ Ichneumonidae.